# Elizabeth Cook (1741–1835)

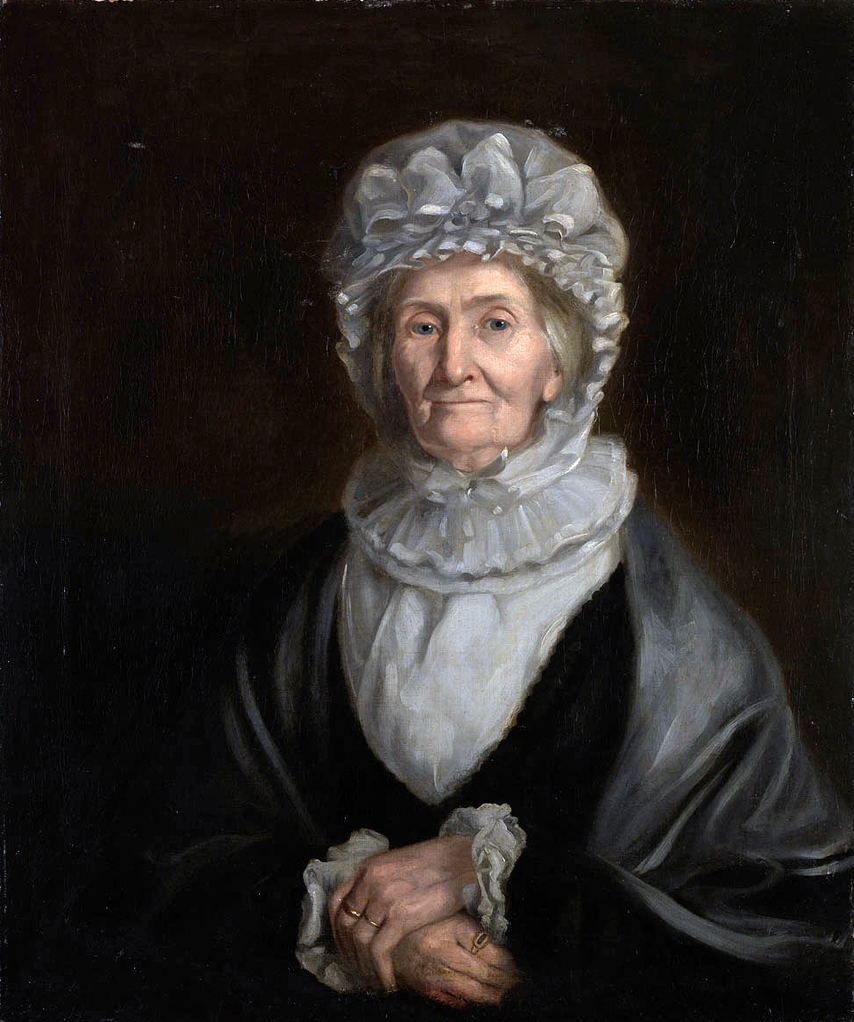
Elizabeth Cook (1830), Porträt von William Henderson

Elizabeth Cook (* 4. Februar 1741 in Wapping, London; † 13. Mai 1835 in Clapham, Surrey; geborene Batts) war die Ehefrau des britischen Seefahrers und Entdeckers James Cook.

## Leben
Elizabeth Cook war die Tochter des Gastwirtepaares Samuel und Mary Batts, die am Execution Dock in Wapping eine Bierschänke betrieben. Kurz nach Elizabeths Geburt starb ihr Vater. Ihre Mutter heiratete im Juli 1745 in Shadwell erneut. Elizabeth wurde in die Obhut einer befreundeten Quäkerfamilie in Ilford gegeben, bei der sie aufwuchs.
Elizabeth heiratete James Cook am 21. Dezember 1762 in der St. Margaret’s Church in Barking, Essex, kurz nachdem dieser von seiner zweiten Reise zurückgekehrt war. Das Ehepaar hatte sechs gemeinsame Kinder:
- James Cook (* 13. Oktober 1763; † 25. Januar 1794)
- Nathaniel Cook (* 14. Dezember 1764; † Oktober 1780), auf See verschollen
- Elizabeth Cook (* 1767; † 9. April 1771)
- Joseph Cook (* 26. August 1768; † 13. September 1768)
- George Cook (* 8. Juli 1772; † 1. Oktober 1772)
- Hugh Cook (* 23. Mai 1776; † 21. Dezember 1793)

Nach dem Tod ihres Ehemannes am 14. Februar 1779 in der Kealakekua Bay auf Hawaiʻi bekam Elizabeth Cook von der Admiralität eine jährliche Pension von 200 Pfund. 1788 siedelte sie nach Clapham in der Grafschaft Surrey über, wo sie am 13. Mai 1835 im Alter von 94 Jahren starb. Elizabeth Cook wurde neben ihren Söhnen James und Hugh in St. Andrew The Great Church in Cambridge beigesetzt. Für die Unterhaltung der Grabstätte und zur Unterstützung Bedürftiger stiftete sie der Kirche 1.000 Pfund in Wertpapieren.
Der historische Roman Letzte Reise von Anna Enquist handelt vorwiegend vom Leben Elizabeth Cooks.